# Eria megalopha
Eria megalopha är en orkidéart som beskrevs av Henry Nicholas Ridley. Eria megalopha ingår i släktet Eria och familjen orkidéer. Inga underarter finns listade i Catalogue of Life.